# Знам'янська сільська територіальна громада
Знам'янська сільська територіальна громада — територіальна громада в Україні, у Березівському районі Одеської області, створена 18 серпня 2016 року в рамках адміністративно-територіальної реформи 2015–2020 років. Адміністративний центр — село Знам'янка.
Площа — 410.9 км², населення — 9513 мешканці (2017).
Громада утворена в результаті об'єднання Знам'янської сільської ради і Радісненської селищної ради Іванівського району, Великозименівської сільської ради, Воробіївської сільської ради і Цибулівської сільської ради Великомихайлівського району, і Новоєлизаветівської сільської ради Ширяївського району.

Перші вибори відбулися 29 жовтня 2017 року.
17 липня 2020 року громада увійшла до складу  Березівського району.

## Склад громади
Староста смт Радісне: Хайнацька Наталія  Володимирівна
Староста Новоєлизаветівського  старостинського округу:Кравцова Ірина Семенівна
Староста Воробіївського старостинського округу:Рисич Сергій Іванович
Староста Великоземенівського старостинського округу:Шеремета Павло Миколайович
Староста Цибулівського старостинського округу:Скрипник Ольга Іванівна
До складу громади входить одне селище Радісне і 16 сіл:
- Брашеванівка
- Великозименове
- Воробіївка
- Воробйове
- Знам'янка
- Малозименове
- Марціянове
- Новоєлизаветівка
- Новопетрівка
- Новостепанівка
- Сирітське Друге
- Сирітське Перше
- Софіївка
- Стара Єлизаветівка
- Цибулівка
- Юрашеве

12 червня 2018 року села Новопетрівка Перша та Новопетрівка Друга були об'єднані у село Новопетрівка.